# Ptichodis asseverans
Ptichodis asseverans är en fjärilsart som beskrevs av Walker 1858. Ptichodis asseverans ingår i släktet Ptichodis och familjen nattflyn. Inga underarter finns listade.